# Pia Hattara

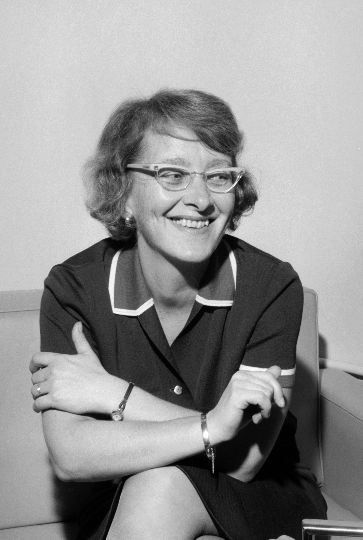
Pia Hattara en 1963

Pia Hattara (9 de abril de 1923 – 2 de julio de 2015) fue una actriz teatral, cinematográfica y televisiva finlandesa.

## Biografía
Su nombre completo era Pia Lea Kaarina  Helenius, y nació en Valkeakoski, Finlandia, siendo su padre el actor y director teatral Armas Hattara (1884–1951), con el cual aparecía en los escenarios siendo ella únicamente un bebé. 
Hattara se graduó en la Academia de Teatro de la Universidad de las Artes de Helsinki en 1945, aunque antes ya había actuado en Valkeakoski y en Kokkola. Después pasó al Teatro de Oulu, donde conoció a su futuro marido, el actor Pentti Irjala. Tras un año en dicha ciudad, Hattara trabajó en el Teatro de Joensuu, donde estuvo dos años, actuando después cuatro años en el Yhteisteatteri de Kuopio. Ritva Arvelo la llevó al Intimiteatteri de Helsinki en 1952, y tres años después actuaba en el Teatro Nacional de Finlandia, donde permaneció hasta su jubilación. 
Hattara actuó en 32 largometrajes y un par de cortos entre 1950 y 1988, siendo dirigida en varias ocasiones por Aarne Tarkas y Ville Salminen. Fue también conocida como actriz televisiva, así como por trabajar en la producción radiofónica Knalli ja sateenvarjo. 
Por su trayectoria artística, Hattara fue premiada en el año 1970 con la Medalla Pro Finlandia, la cual recibió también su marido dos años después.
Pia Hattara falleció en Helsinki, Finlandia en el año 2015. Se había casado con Pentti Irjala el 26 de agosto de 1945, falleciendo Irjala en 1982.

## Filmografía
- 1950 : Tapahtui kaukana
- 1951 : Radio tekee murron
- 1954 : Olemme kaikki syyllisiä
- 1954 : Kovanaama
- 1954 : Herrojen Eeva
- 1955 : Näkemiin Helena
- 1955 : Lähellä syntiä
- 1956 : Rintamalotta
- 1956 : Riihalan valtias
- 1956 : Jokin ihmisessä
- 1956 : Evakko
- 1956 : Anu ja Mikko
- 1957 : Taas tyttö kadoksissa!
- 1957 : 1918 – mies ja hänen omatuntonsa
- 1958 : Niskavuoren naiset
- 1958 : Mies tältä tähdeltä
- 1958 : Kulkurin masurkka
- 1960 : Opettajatar seikkailee
- 1960 : Isaskar Keturin ihmeelliset seikkailut
- 1961 : Voi veljet, mikä päivä
- 1961 : Pikku Pietarin piha
- 1961 : Olin nahjuksen vaimo
- 1961 : Minkkiturkki
- 1961 : Kaasua, komisario Palmu!
- 1961 : Kertokaa se hänelle
- 1962 : Tähdet kertovat, komisario Palmu
- 1999 : Rakkaus alkaa aamuyöstä
- 1966 : Johan nyt on markkinat!
- 1970 : Speedy Gonzales – Noin 7 veljeksen poika
- 1971 : Aatamin puvussa... ja vähän Eevankin
- 1979 : Seitsemän veljestä
- 1983 : Akaton mies
- 1988 : Ihmiselon ihanuus ja kurjuus

### Actriz de voz
- 1963 : The Sword in the Stone